# Bertulf z Bobbia
Svatý Bertulf († 640) byl franský světec, který konvertoval ke křesťanství. Byl synem pohanského šlechtice a blízkým příbuzným Arnulfa z Mét, jehož příklad měl na Bertulfa takový vliv, že se stal křesťanem a v roce 620 vstoupil do kláštera v Luxeuilu.
O několik let později se spřátelil s opatem Atalou, který Luxeuil navštívil a s dovolením opata Eustace z Luxeuilu je přemístil mezi mnichy v opatství v Bobbiu v Itálii. Po Atalově smrti v roce 627 byl Bertulf vybrán z mnichů v Bobbiu jako jejich opat. Stejně jako jeho předchůdce trval na dodržování přísného řádu zavedeného sv. Kolumbánem, zakladatelem opatství v Bobbiu a nebojácně vzdoroval ariánství, které v Itálii pod vládou langobardských králů získalo silnou podporu.
Když se biskup z Tortona pokoušel získat Bobbio pod svoji vlastní jurisdikci, Bertulf se rychle vypravil do Říma, kde byl vstřícně přijat papežem Honoriem I., který klášteru udělil úplnou výjimku z biskupské jurisdikce a opatství v Bobbiu nadále spadalo přímo pod jurisdikci Svatého stolce. Jonas, mnich z Bobbia, který Bertulfa na jeho cestě do Říma doprovázel, uvedl, že při návratu do kláštera byl Bertulf stižen smrtelnou horečkou, ale svatý Petr jej zázračně uzdravil. Tentýž autor popisuje i několik dalších zázraků svatého Bertulfa.
Svátek svatého Bertulfa se slaví 19. srpna.